# Eduardo Nunes da Mota
Eduardo Nunes da Motta (Gradil, Mafra, 7 de outubro de 1845 — Santa Catarina, Lisboa, 3 de setembro de 1910) foi um industrial, proprietário e militante republicano português.

## Biografia
Era filho do proprietário Joaquim Leonardo Nunes da Motta e de Camila de Jesus, naturais do Gradil. Iniciou-se ainda jovem no ofício de vidraceiro.
Foi um dos fundadores do Club Fernandes Thomaz (do qual foi o primeiro presidente executivo) e da Associação Escolar e Eleitoral Fernandes Thomaz, juntamente com José da Cunha Castello Branco Saraiva, muito envolvido nas eleições municipais de Lisboa a favor de Elias Garcia e Magalhães Lima, pelo Partido Republicano. Foi um dos membros do corpo gerente daquela organização preso por ocasião de uma conferência realizada no clube, onde foram feitas acusações a um homem que, à época, era governador civil, o conselheiro António Maria Barreiros Arrobas. Nunes da Motta esteve preso dez dias e foi obrigado a pagar selos e custas processuais, deparando-se, à saída do presídio, com uma manifestação de apoio. Foi também fundador da Cooperativa Económica Capital Operário, sócio benemérito do Grémio Popular de Lisboa e contribuiu para a fundação do Club Ferreira Borges, do qual foi vice-presidente da assembleia geral. Foi eleito presidente da assembleia-geral do Montepio Fraternidade, presidente da Associação dos Carpinteiros, Pedreiros e Arte Correlativas e presidente da comissão executiva do Club Gomes Freire. Foi ainda membro de várias comissões de reformas de lei, em várias cooperativas (gerente durante muitos anos da Indústria Social), vogal do recenseamento eleitoral do bairro ocidental de Lisboa e vogal do recenseamento militar do mesmo bairro.
Fez parte dos congressos das Associações Portuguesas e foi também sócio da Sociedade de Geografia de Lisboa e da Associação Comercial dos Lojistas de Lisboa.
Casou a 15 de setembro de 1875 na Igreja de São Silvestre do Gradil, sua terra-natal, com Guilhermina Baptista Ribeiro, natural da mesma freguesia, filha de Manuel Caetano Baptista Ribeiro e de Antónia do Nascimento Camarate. Deste casamento tiveram cinco filhos.
Residiu, durante maior parte da sua vida, na Rua do Poço dos Negros, freguesia de Santa Catarina, em Lisboa, onde faleceu no terceiro andar do número 96, a 3 de setembro de 1910, contando 64 anos de idade. Está sepultado no jazigo da sua família, no Cemitério dos Prazeres.